# 宪法司法化
宪法司法化，是指法院可以像运用其他法律法规一样运用宪法条文来作为裁判案件的依据，解决纠纷。不论一个国家是否实行宪政，宪法都在形式上被尊为“根本大法”。但该“根本大法”的效力在不同的国家有着不同的表现。总结这些表现后发现，如果某个国家的宪法具有司法效力，人们往往会说，这个国家是施行了宪政的国家；反之，如果某个国家的宪法不具有司法效力，人们往往认为，这个国家只有宪法，而没有宪政。

## 宪法司法化的历史——中華人民共和国
中国宪法司法化的历史由时任最高人民法院副院长黄松有倡导, 于2001年的齐玉苓案发布《最高人民法院关于以侵犯姓名权的手段侵犯宪法保护的公民受教育的基本权利是否应承担民事责任的批复》（法释〔2001〕25号）。
但2008年黄松有因涉嫌受贿罪、贪污罪被捕，该司法解释也被废止。 

## 宪法司法化的历史——美国
- 马伯里诉麦迪逊案

## 宪法审查的模式——美国模式
- 普通法院

## 宪法审查的模式——奥地利模式
- 宪政法院